# Liste der Bahnhöfe und Haltepunkte in Darmstadt
Die Liste der Bahnhöfe und Haltepunkte in Darmstadt enthält alle ehemaligen und noch bestehenden Darmstädter Bahnhöfe und Haltepunkte.
Die Liste ist folgendermaßen aufgebaut:
- Typ: Bahnhof (Bf), Haltepunkt (Hp) oder Güterbahnhof (Gbf)
- Name
- Ort: Stadtteil, in dem der Bahnhof liegt und Koordinaten
- : Fernverkehr
- RB/RE: Regionalverkehr
- : S-Bahn
- Strecke, an der der Bahnhof liegt
- Eröffnung: erstmalige Eröffnung des Bahnhofs für den Verkehr
- Anmerkung
- Bild

Grau unterlegte Bahnhöfe werden zurzeit nicht bedient, sind also ehemalige oder geplante Stationen.
| Typ | Name                   | Ort          | Bahn | RB/RE | S | Strecke(n)                                                            | Eröffnung         | Anmerkung | Bild |
| --- | ---------------------- | ------------ | ---- | ----- | - | --------------------------------------------------------------------- | ----------------- | --- | ---- |
| Bf  | Darmstadt-Arheilgen    | Arheilgen    |      |       | S | Bahnstrecke Frankfurt am Main–Heidelberg                              | 1848              | |      |
| Bf  | Bessungen              | Bessungen    |      |       |   | Bahnstrecke Frankfurt am Main–Heidelberg                              | 1879              | Am 27. November 1902 in Darmstadt Süd (Bessungen) umbenannt 1912 im Rahmen des Baus des Hauptbahnhofs geschlossen |      |
| Bf  | Bessunger Forsthaus    | Darmstadt    |      |       |   | Darmstadt Ost–Groß-Zimmern                                            |                   | |      |
| Bf  | Darmstadt-Eberstadt    | Eberstadt    |      | RB    |   | Bahnstrecke Frankfurt am Main–Heidelberg Pfungstadtbahn               |                   | |      |
| Hp  | Glasberg               | Darmstadt    |      |       |   | Darmstadt Ost–Groß-Zimmern                                            |                   | |      |
| Bf  | Hauptbahnhof           | West         | Bahn | RB/RE | S | Bahnstrecke Frankfurt am Main–Heidelberg Odenwaldbahn Darmstadt–Worms | 1912              | |      |
| Bf  | Darmstadt-Kranichstein | Kranichstein |      | RB    |   | Rhein-Main-Bahn                                                       | 1858              | Sitz des Eisenbahnmuseums Darmstadt-Kranichstein                                                                  |      |
| Hp  | Lichtwiese             | Darmstadt    |      | RB    |   | Odenwaldbahn                                                          | 2007              | |      |
| Bf  | Ludwigsbahnhof         | Darmstadt    |      |       |   |                                                                       | 1858, Neubau 1875 | 1912 durch Hauptbahnhof ersetzt                                                                                   |      |
| Bf  | Main-Neckar-Bahnhof    | Darmstadt    |      |       |   | Bahnstrecke Frankfurt am Main–Heidelberg                              | 1846              | 1912 durch Hauptbahnhof ersetzt                                                                                   |      |
| Bf  | Darmstadt Nord         | Darmstadt    |      | RB/RE |   | Rhein-Main-Bahn Odenwaldbahn                                          | 1912              | |      |
| Bf  | Darmstadt Ost          | Darmstadt    |      | RB/RE |   | Odenwaldbahn Darmstadt Ost–Groß-Zimmern                               | 1869              | Als Bahnhof Rosenhöhe eröffnet.                                                                                   |      |
| Hp  | Rotes Kreuz            | Darmstadt    |      |       |   | Darmstadt Ost–Groß-Zimmern                                            |                   | |      |
| Hp  | Darmstadt Süd          | Darmstadt    |      | RB    |   | Bahnstrecke Frankfurt am Main–Heidelberg                              | 1912              | Ersatz für Bahnhof Darmstadt Süd (Bessungen)                                                                      |      |
| Hp  | Darmstadt-Wixhausen    | Wixhausen    |      |       | S | Bahnstrecke Frankfurt am Main–Heidelberg                              | 1887              | |      |